# Ę
Ę, ęはEにオゴネクを付した文字である。ポーランド語・リトアニア語アルファベットのそれぞれ8番目の文字である。ポーランド語では、鼻音化非円唇前舌半広母音 [ɛ̃] を表す（日本語式に発音すると「エン」）。
少なくとも12世紀ごろから使用されてきており、そのころはÆに対応する文字だった。今日使用されるポーランド語上にĘで始まる単語は存在しないが、1900年の著書「Słownik języka polskiego」では感動詞として文をこの単語から始めている。

## 符号位置
| 大文字 | Unicode | JIS X 0213 | 文字参照       | 小文字 | Unicode | JIS X 0213 | 文字参照       | 備考 |
| ------ | ------- | ---------- | -------------- | ------ | ------- | ---------- | -------------- | ---- |
| Ę      | U+0118  | 1-10-30    | &#x118; &#280; | ę      | U+0119  | 1-10-45    | &#x119; &#281; |      |